# Iguanura
Iguanura är ett släkte av enhjärtbladiga växter. Iguanura ingår i familjen Arecaceae.

## Dottertaxa tillIguanura, i alfabetisk ordning[1]
- Iguanura ambigua
- Iguanura asli
- Iguanura belumensis
- Iguanura bicornis
- Iguanura borneensis
- Iguanura cemurung
- Iguanura chaiana
- Iguanura corniculata
- Iguanura curvata
- Iguanura diffusa
- Iguanura divergens
- Iguanura elegans
- Iguanura geonomiformis
- Iguanura humilis
- Iguanura kelantanensis
- Iguanura leucocarpa
- Iguanura macrostachya
- Iguanura melinauensis
- Iguanura minor
- Iguanura mirabilis
- Iguanura myochodoides
- Iguanura palmuncula
- Iguanura parvula
- Iguanura perdana
- Iguanura piahensis
- Iguanura polymorpha
- Iguanura prolifera
- Iguanura remotiflora
- Iguanura sanderiana
- Iguanura tenuis
- Iguanura thalangensis
- Iguanura wallichiana